# Anthodiscus peruanus
Anthodiscus peruanus är en tvåhjärtbladig växtart som beskrevs av Henri Ernest Baillon. Anthodiscus peruanus ingår i släktet Anthodiscus och familjen Caryocaraceae. Inga underarter finns listade i Catalogue of Life.